# Маргарин
Маргарин је имитација путера и користи се за побољшање укуса, печење и кување. Иполит Меж-Муријес је направио маргарин у Француској 1869, у жељи да одговори на позив цара Наполеона III да се пронађе замена за путер на бази говеђе масти намењена оружаним снагама и сиромашнијим слојевима.  Најпре је назван олеомаргарин, од латинског oleum (говеђе масти) и грчког margarite (бисер показује сјај), да би касније добио назив маргарин.

Док се путер прави од млечне масти, модерни маргарин је направљен углавном од рафинисаног биљног уља и воде, а може да садржи и млеко. У неким местима у САД колоквијално се назива олео, скраћено од олеомаргарин. У Британији се срећи и колоквијални израз marge. Сличан надимак, "марги" је присутан у Србији. 
Маргарин се, као и путер, састоји од емулзије воде у масти, са капљицама воде равномерно распршеним кроз масну фазу, у стабилном кристалном облику. По неким стандардима, маргарин мора имати минимални садржај масти од 80% да би се као такав могао сврстати у исти ранг као путер. Колоквијално се у Сједињеним Америчким Државама (а и у Србији) термин маргарин користи да опише „немлечни намаз“, са променљивим садржајем масноће. Због својих карактеристика, маргарин се може користити као састојак у другим прехрамбеним производима, као што су пецива, крофне и колачи.

## Историја
Маргарин је настао открићем француског хемичара Мишела Ежена Шеврела 1813. од маргаринска киселина (названа је тако због бисерних депозита масне киселине из грчког μαργαριτης или μαργαρον (Маргаритес/маргарон), што значи бисерна шкољка или бисер , ор μαργαρις (Маргарис), значи палмино дрво, одатле палмитинска киселина. Научници су у то време сматрали да је маргаринска киселина, као што олеинска киселина и стеаринска киселина, као једна од три масне киселине које, у комбинацији, формирају већину животињске масти. Године 1853, немачки структурни хемичар Вилхелм Хајнрих Хајнц анализира маргаринску киселину као просту комбинацију стеаринске киселине и, претходно непознате, палмитинске киселине.
Цар Наполеон III понудио је награду свакоме ко би могао да направи задовољавајућу замену за путер, погодну за употребу од стране оружаних снага и сиромашнијих слојева.Француски хемичар Hippolyte Mège-Mouriès створио је супстанцу коју је назвао oleomargarine, а која касније скраћено названа трговачким називом маргарин. Mège-Mouriès патентирао је концепт 1869. године и проширио своју првобитну производњу из Француске, али није имала комерцијални успех. Године 1871, он је продао патент холандској компанији.
John Steele написао је у свом California gold miner's journal 1850. године: "Ја сам се упознао са господином Даниелсом, из Балтимора, који је ... производио путер од лоја и масти и чинило се да је укус као прави путер, да ... нисам могао рећи разлику. Међутим, он није преварио никога, већ је продавао оно што је произвео. Он никада није објаснио процес производње и да ли је он био зачетник маргарина, не знам. " 
Главна сировина у оригиналној формулацији маргарина била је говеђа маст. 1871, Henry W. Bradley of Binghamton,  New York добија U.S. Patent 110,626 за процес стварања маргарина, који комбинује биљна уља (првенствено уље семена памука) са животињским мастима. До краја 19. века, око 37 предузећа је производило маргарин, за разлику од путер индустрије, која је протестовала и лобирала за интервенцију владе, доводећи до Закона о маргарину из 1886. Којим се одређују казнене накнаде против произвођача маргарина. 
Недостатак готове говеђе масти у комбинацији са напретком Бојса и Сабатиера у хидрогенизацији биљних материјала убрзо је убрзао употребу Брадлеи-ове методе, а између 1900. и 1920. комерцијални олеомаргарин је произведен из комбинације животињских масти и ојачаних биљних уља  Депресија тридесетих година 20. века, праћена Другим светским ратом, довела је до смањења снабдевања животињских масти и путера, а до 1945. године "оригинални" маргарин је скоро потпуно нестао са тржишта. У Сједињеним Државама, проблеми са снабдевањем, заједно са променама у законодавству, довели су до тога да 1950. године произвођачи скоро потпуно пређу на биљна уља и масти (олеомаргарин), а индустрија је била спремна за добар развој производа .
Док је маслац који су производиле краве имао благо жуту боју, маргарин је био беле боје, чинећи да маргарин изгледа више као маст, што су многи људи сматрали неукусним. Крајем 1880-их, произвођачи су почели да боје маргарин у жуто да би побољшали продају. 
Млекарске фирме, нарочито у Висконсину, постале су узнемирене и успеле да добију закон како би забранили бојење белог производа. Као одговор, компаније које су производиле маргарин су дистрибуирале маргарин заједно са пакетом жуте боје хране.  Производ је стављен у посуду, а бојење се одвијало ручно. То је захтевало време и напор и није било неуобичајено да се финални производ служи као светло и тамножути, или чак бело, пругасти производ. Током Другог светског рата, у Сједињеним Државама је дошло до недостатка маслаца, а "олеомаргарин" је постао популаран.  1951. године, W.E. Dennison Company је примила U.S. Patent 2,553,513 за метод постављања капсуле жуте боје у пластичну амбалажу маргарина. Након куповине, капсула би се поломила унутар паковања, а затим је паковање требало умесити да би се боја дистрибуирала. Око 1955. године закони о вештачким бојама су укинути, а маргарин се по први пут могао продати обојен у боју путера. 
Током рационализације Другог светског рата, у Великој Британији су биле доступне само две врсте маргарина, премијум бренд и јефтинији буџетски бренд. По завршетку рационализације 1955. године, тржиште је отворено снагама понуде и потражње, а бренд маркетинга је постао преовлађујући.  Конкуренција између главних произвођача добила је додатни подстрек с почетком комерцијалног телевизијског оглашавања 1955. године, а током свих 50-их и 60-их година 20. века конкурентске компаније су се међусобно везале да би произвеле маргарин који је укусом подсећао на путер .
Средином 1960-их увођење две мешавине масноћа- маслиновог уља и биљних уља, са мањим процентом масти, у Скандинавији, под називом Lätt & Lagom and Bregott, постављено је питање шта треба назвати "маргарин" и започело дебату која је довела до увођења израза "намаз". Године 1978. у Европи је уведен производ са 80% масти, под називом  krona, произведен мешањем млечне креме и биљних уља, а 1982. године у Великој Британији уведена је мешавина крем и биљних уља названа clover, и била представљена у Великој Британији, на Milk Marketing Board.  Биљно уље и крем намаз I Can't Believe It's Not Butter! уведен је у Сједињеним Државама 1981, а у Уједињеном Краљевству и Канади 1991.  
У 21. веку, маргарин намаз је прошао много развоја како би се побољшала његова потрошачка привлачност. Већина брендова је укинула употребу хидрогенизованих уља и постала је без транс- масти. Многи брендови су лансирали штедљиве маргаринске намирнице које садрже само 1/3 масног и калоријског садржаја традиционалних намирница. Друге врсте намаза укључују оне са додатком Омега-3 масних киселина, мање слане или без соли, са додацима биљних стерола (тврде да смањују ниво холестерола у крви), на бази маслиновог уља или сертификованог веганског уља. У раном 21. веку, произвођачи су понудили маргарин у пластичним бочицама, како би олакшали дозирање и понудили ружичасти маргарин као новину. 

## Процес производње
Основни процес израде маргарина данас се састоји од емулговања мешавине биљних уља и масти, који се могу модификовати коришћењем фракционације, интерестерификације или хидрогенације, са обраним млеком, хладећи смешу како би очврсла и како би добили на побољшању текстуре . Биљне и животињске масти су слична једињења са различитим тачкама топљења. Те масти које су течне на собној температури генерално су познате као уља. Тачке топљења су везане за присуство двоструких веза угљеник-угљеник у компонентама масних киселина. Већи број двоструких веза даје нижу тачку топљења.
Уобичајено је да се природна уља хидрогенизују пропуштањем водоника кроз уље у присуству никал-катализатора, под контролисаним условима .

Додавање водоника у незасићене везе (алкене двоструке C=C везе) резултира засићеним C-C везама, ефикасно повећавајући тачку таложења уља и тиме га "очвршћавају". Ово је због повећања van der Waals' forces између засићених молекула у поређењу са незасићеним молекулима. Међутим, пошто постоје могуће здравствене предности у ограничавању количине засићених масти у људској исхрани, процес се контролише тако да се довољно хидрогенизују само везе да би се добила потребна текстура. Наведени маргарини на тај начин садрже хидрогенизоване масти.  Овај метод данас се користи за неке маргарине иако је процес развијен, а понекад се користе и други метални катализатори као што је паладијум.  Ако је хидрогенација непотпуна (парцијално очвршћавање), релативно високе температуре које се користе у процесу хидрогенације имају тенденцију да прелазе неке од угљеник-угљеничних двоструких веза у "транс" облик. Ако ове везе нису хидрогениране током процеса, они остају присутни у коначном маргарину у молекулима транс масти,  чија потрошња се показала као фактор ризика за кардиоваскуларне болести . Из тог разлога, делимично очвршћене масти се мање користе у индустрији маргарина. Нека тропска уља, као што су палмино уље и кокосово уље, су природно получврста и не захтевају хидрогенацију 
Савремени маргарини могу бити из било које врсте широког спектра животињских или биљних масти, помешаних са обраним млеком, сољу и емулгаторима.  Маргарини и намази на бази биљних масти на тржишту се могу кретати од 10 до 90% масти. У зависности од коначног садржаја масти и његове намене (мазање, кување или печење), ниво воде и биљних уља се мало разликују. Уље је од пресованог семена и рафинисано. Затим се меша с чврстом масном киселином. Ако се у биљна уља не додају чврсте масти, они се подвргну процесу потпуне или делимичне хидрогенације да их ојачају. Настала мешавина се помеша са водом, лимунском киселином, каротеноидима, витаминима и млечним прахом. Емулгатори као што је лецитин помажу да се водена фаза равномерно распрши у уљима, а такође се најчешће додају со и конзерванси. Ова емулзија уља и воде се затим загрева, меша и охлади. Мекши маргарин, у туби, се производи са мање хидрогенизованим, течнијим уљима. 
Три врсте маргарина су уобичајене:
- Софт намази на бази биљне масти, богати моно- или полинезасићеним мастима, које су направљене од шафранике, сунцокрета, соје, памука, уљане репице или маслиновог уља.
- Маргарини у бочици, за кување или врхунска јела
- Тврди, углавном необојени маргарин за кување или печење.